# Çamlıköy, Yenice
Çamlı là một xã thuộc huyện Yenice, tỉnh Karabük, Thổ Nhĩ Kỳ. Dân số thời điểm năm 2010 là 145 người.